# Seat Leon I

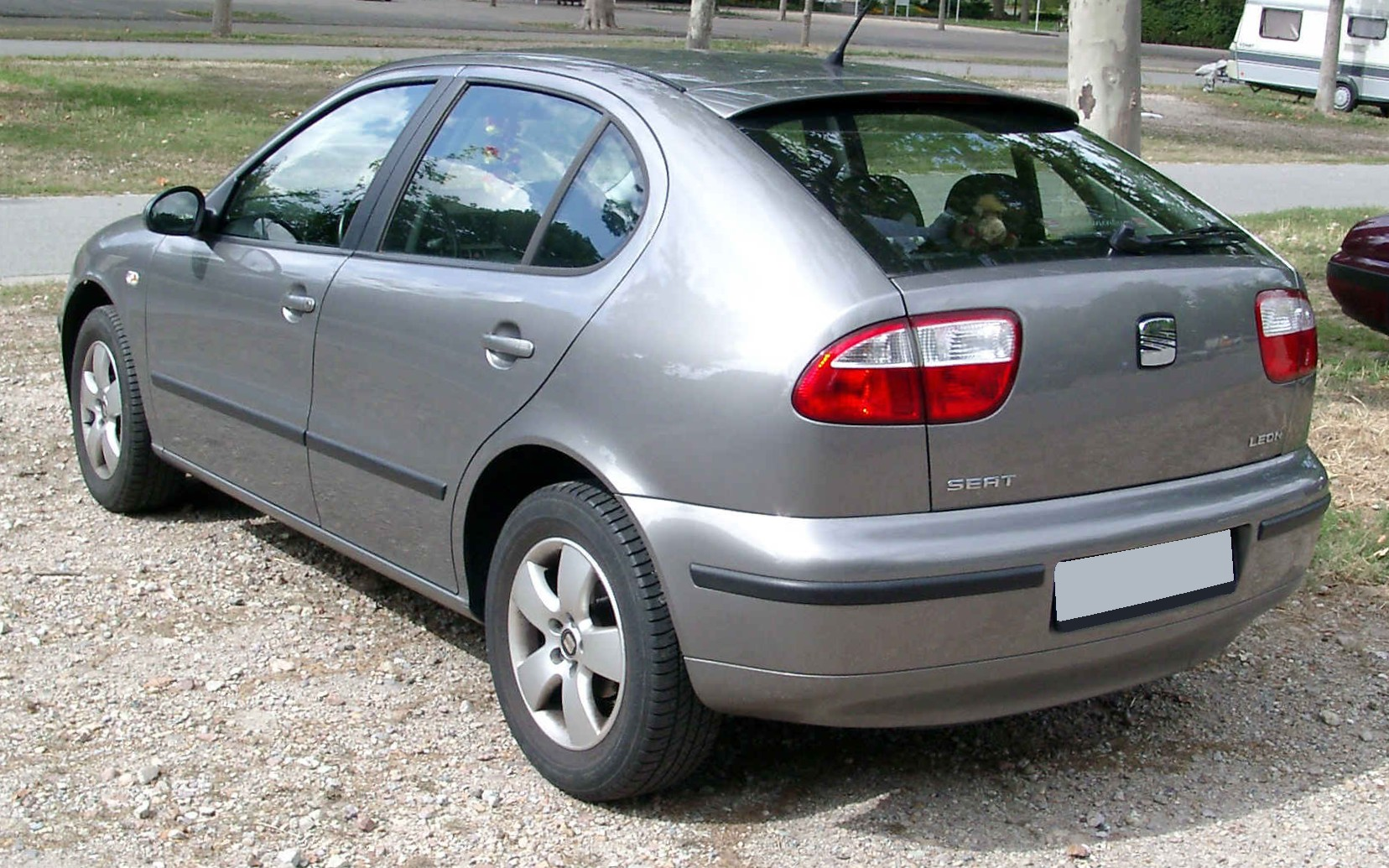
Heck des Leon

Der Seat Leon I (Typ 1M1) war ein Kompaktklassefahrzeug von Seat. Er wurde auf der IAA 1999 vorgestellt und kam im November 1999 zu den Händlern. Seine technische Basis ist die PQ34/A4-Plattform des VW-Konzerns, die dem VW Golf IV zugrunde liegt, aber auch dem VW Bora (firmeninterne Bezeichnung 1J), VW New Beetle (1C), Audi A3 8L, Audi TT 8N, Škoda Octavia I und anderen Fahrzeugtypen der verschiedenen VW-Marken.

## Allgemeines
Der Leon war die Schrägheckvariante des bereits im Oktober 1998 neu aufgelegten Stufenheckmodells Seat Toledo 1M2, mit dem er bis zu den hinteren Türen baugleich ist. Er ist ausschließlich mit fünf Türen erhältlich.

## Modellvarianten

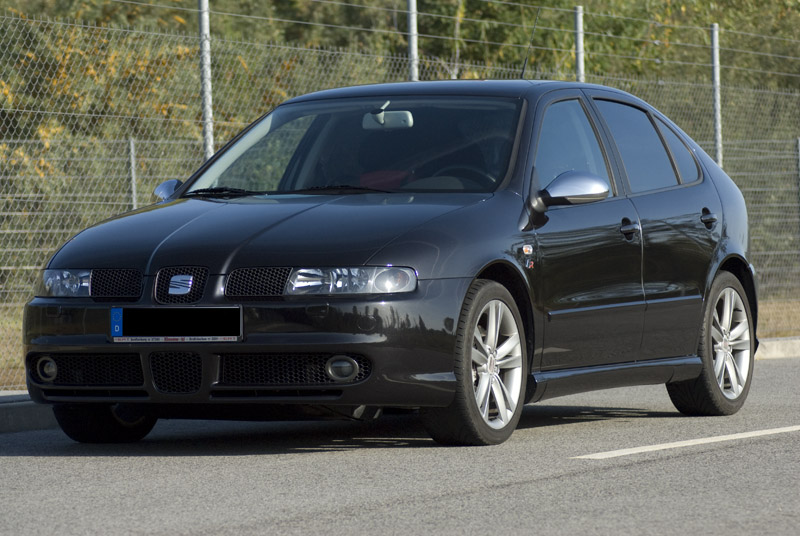
Leon FR

Der Leon wurde ursprünglich in den Ausstattungslinien Stella, Signo und Sport eingeführt. Der Stella ist das Basismodell.
Der Signo (der in den ersten Produktionswochen des Modelljahres 2000 noch Signum hieß) hat eine umfangreiche Grundausstattung, unter anderem mit Klimaautomatik, vier elektrischen Fensterhebern oder elektrisch anklappbaren und beheizbaren Außenspiegeln, die zum Modelljahr 2001 (Regensensor, CD-Radio, und vieles mehr) nochmals deutlich aufgewertet wurde.
Der Sport ist sportlicher ausgerichtet und bietet unter anderem Sportlederlenkrad, Sportsitze, Sportfahrwerk, größere Bremsscheiben mit 312 mm Durchmesser, eine 6-Gang-Schaltung und eine Tieferlegung um 15 mm gegenüber dem Standardmodell.
Der cw-Wert liegt bei allen Modellen bei 0,32. Der Tank fasst 55 Liter. Lediglich die Versionen mit Allradantrieb (Sport 1.8 20VT4 und der Cupra 2.8 V6) haben 62 Liter Tankinhalt. Dadurch verkleinert sich der Kofferraum von 340 auf 270 Liter Inhalt.
Auch die Standardbereifung ist bei den 6-Gang-Modellen größer ausgelegt. Der 1.8 20VT und 20VT4 fahren auf 205/55R16 91 W und der Cupra 2.8 V6 auf 225/45 R17 91 Y gegenüber der Basisversion mit 195/65 R15 91 V.
Die Modelle mit Allradantrieb haben ein elektronisches Stabilitätsprogramm sowie vorne und hinten innenbelüftete Scheibenbremsen serienmäßig.
Folgende Motor- und Ausstattungsvarianten waren im ersten Modelljahr (Modelljahr 2000, produziert bis Ende April 2000) lieferbar:
- Stella 1.4 16V (55 kW/75 PS)
- Stella/Signo 1.6 8V (74 kW/100 PS, wahlweise mit Automatik)
- Signo/Sport 1.8 20V (92 kW/125 PS, später wahlweise mit Automatik)
- Sport 1.8 20VT (132 kW/180 PS wahlweise mit Allradantrieb)
- Stella 1.9 SDI (50 kW/68 PS)
- Stella/Signo 1.9 TDI (66 kW/90 PS)
- Signo/Sport 1.9 TDI (81 kW/110 PS)

Ab 2002 auch:
- Cupra 2.8 V6 (150 kW/204 PS mit Allrad)
- Cupra R 1.8 20V Turbo (154 kW/209 PS später 165 kW/224 PS)
- Top Sport 1.9 TDI (110 kW/150 PS wahlweise mit Allradantrieb), 1.8 20VT (132 kW/180 PS wahlweise mit Allradantrieb)

Im Herbst 2000 wurde der 1,6-l-Ottomotor mit Zweiventiltechnik und 74 kW (100 PS) durch einen neuen 1,6-l-Ottomotor mit Vierventiltechnik und 77 kW (105 PS) ersetzt, und die Vierstufen-Automatik war künftig nur noch in Verbindung mit dem 1,8-l-Ottomotor lieferbar.
Im weiteren Verlauf wurde der Leon um einige Ausstattungslinien erweitert.
So kam im April 2001 der Cupra (Abkürzung für „Cup Racing“) als neues Topmodell mit geänderter Front-, Heck- und Seitenverspoilerung, Allradantrieb und aufgewerteter Innenausstattung dazu. Den Cupra gab es in Deutschland lediglich mit einem 2,8-Liter-V6-Ottomotor mit 204 PS (150 kW), im Ausland zusätzlich als 1.9 TDI mit 110 kW (150 PS) und Pumpe-Düse-Technik – beide Motoren grundsätzlich mit Allradantrieb. Recaro-Sportsitze in Stoff-/Lederkombination und Cupra-Logos vorne und hinten, weiß hinterlegte Tachoskalen, Sport-Lederlenkrad mit Griffmulden und Cupra-Logo, mattgrau lackierte Mittelkonsole, Sportpedalerie, schwarze Verkleidungsteile (zum Beispiel am automatisch abblendenden Innenspiegel mit Regensensor), 17-Zoll-Aluminiumrädern, Sportauspuff mit Doppelendrohr gehörten zu den Ausstattungsdetails. Der Cupra wurde nur in den drei Seat-Traditionsfarben rot, gelb und schwarz angeboten. Erst gegen Ende des Cupra-Modellzyklus waren für wenige Wochen auch andere Lackfarben lieferbar. Außerhalb des deutschen Marktes, beispielsweise in Großbritannien, wurde auch der 1,8-Liter-Turbo-Motor mit 132 kW (180 PS) Motor mit Allradantrieb einige Zeit als Cupra angeboten.
Im Frühjahr 2001 war für kurze Zeit ein Sport-TDI mit 110 kW (150 PS) und der normalen Sport-Ausstattung, ohne Allradantrieb und ohne Cupra-Details lieferbar. Dieses Modell wurde im Gegensatz zum Cupra TDI auch in Deutschland angeboten. Es ist aufgrund der nur kurzen Verfügbarkeit noch seltener als der ohnehin schon seltene Cupra.
Im Frühjahr 2002 folgte ein weiteres Spitzenmodell namens Cupra R mit noch sportlicherem Aussehen. Zunächst waren 17-Zoll-Räder, ab Modelljahr 2003 dann 18-Zoll-Räder serienmäßig dabei, außerdem eine Sportbremsanlage von Brembo (letztere bis Modelljahr 2005) sowie die bekannte Recaro-Sitzanlage aus dem Cupra, hier allerdings als reine Stoffausführung. Der Innenraum wurde komplett in schwarz gehalten, die Ausstattung beschränkte sich jedoch auf das Wesentliche und war im Gegensatz zum Cupra eindeutig auf Sport denn auf Luxus ausgelegt. Die Leistung lag anfangs bei 154 kW (209 PS) und wurde später auf 165 kW (224 PS) erhöht. Sein aus dem Audi TT und S3 bekannter 1,8-Liter-Turbo-Ottomotor beschleunigt den Leon in 6,9 Sekunden auf Tempo 100 und in 27,8 Sekunden (Test Auto Bild) auf Tempo 200. Durch den Verzicht auf Allradantrieb ist der Wagen leichter als ein Audi TT oder S3 und kann diesen Vorteil bei trockener Straße auch in einen kleinen Vorsprung bei der Beschleunigung umsetzen.
Im Herbst 2002 gab es dann eine kleine Modellpflege, die im Wesentlichen die Ausstattungsdetails betraf. Die unteren Teile der Armaturen, bisher je nach Modell in grau oder schwarz gehalten, waren nun stets schwarz. Das bei vielen Modellen serienmäßige Radio Aura bekam nun ein CD-Laufwerk (statt Kassette). Ebenso fielen einige Ausstattungsdetails weg, wie beispielsweise die bei Signo und Cupra serienmäßig elektrisch anklappbaren Außenspiegel. Der Cupra und das Modell Sport 1.8 20VT (132 kW/180 PS) als Modellvarianten wurden gestrichen, hinzu kam das Modell Top Sport (TS), welches sich optisch vom Cupra außen gar nicht, im Innenraum jedoch umso deutlicher unterscheidet. Am auffälligsten dürfte der Verzicht auf die Recaro-Sportsitze sein, stattdessen gab es die Sportsitze aus dem Modell Sport. Motorenseitig gab es in der Ausstattungslinie Top Sport den 2.8 V6 mit Allrad, 1.9 TDI (110 kW) mit Front- oder Allradantrieb, sowie 1.8 20VT (132 kW) mit Front- oder Allradantrieb.
Im Februar 2003 ersetzten neue tropfenförmige Außenspiegel die etwas „klobigeren“ Spiegel des Golf IV. Zudem kam im Frühjahr 2003 als weitere Motorisierung der 1.9 TDI mit 96 kW (130 PS), in Deutschland lieferbar als Modell Signo und Sport (in den Niederlanden jedoch zum Teil als abgespeckte Top-Sport-Ausstattung).
Ende August 2003 fiel zunächst die Allradantriebsoption weg, so dass der Leon nur noch mit Frontantrieb lieferbar war. Kurz darauf wurde der V6-Motor als Motorvariante gestrichen.
Die Plattform und die Technik des Golf IV wurde bis Ende der Produktion 2006 beibehalten, obwohl der Golf IV bereits Ende 2003 durch einen komplett neuentwickelter Nachfolger abgelöst wurde.
Im Modelljahr 2004 noch als Top Sport geführt, erhielt dieser Mitte 2004 den neuen Namen Formula Racing (FR). Auch hier änderten sich lediglich Ausstattungsdetails, das äußere Erscheinungsbild blieb bei der ursprünglichen Cupra-Optik.
In den sieben Produktionsjahren des Leon 1M gab es zudem einige Sondermodelle, die fast alle auf der Ausstattungslinie Stella basierten und um einige Extras erweitert wurden. Die Namen der Sondermodelle (zum Beispiel Torrid, Magma) unterschieden sich je nach Herkunftsland des Fahrzeugs. Allen gemein jedoch war, dass die Kunststoffelemente der Front- und Heckschürze in Wagenfarbe lackiert wurden. Ausnahme bildeten die Sondermodelle Pulso (Basis: Sport) sowie Top Sport Jerez, von denen nur sehr wenige Exemplare produziert wurden, und Supercopa, die beide auf dem Top Sport/Formula Racing basierten. Der Supercopa wurde nach dem im Seat-Markenpokal verwendeten Rennwagen benannt.
Im letzten Modelljahr, 2006, beginnend mit im Oktober 2005, wurde der 1M, ähnlich wie der technikverwandte Škoda Octavia (1U) parallel zu seinem Nachfolgemodell Seat Leon II weiterproduziert, jedoch mit stark eingeschränkter Motoren- und Ausstattungswahl. Die letzten 1M-Modelle hießen Last Edition oder Torro, hier stand außer dem 1,6-l-Ottomotor mit 77 kW (105 PS) erstmals ein 1.9-l-TDI-Dieselmotor mit 74 kW (100 PS) und Pumpe-Düse-Einspritzung zur Wahl. Letzterer erfüllt als einziger 1M-Leon mit Dieselmotor die Euro-4-Abgasnorm. Einen serienmäßigen Partikelfilter gab es für dieses Modell, wie auch für alle anderen, jedoch nicht.

### Sondermodelle
| Jahr | Bezeichnung                                                                                | Basis               |
| ---- | ------------------------------------------------------------------------------------------ | ------------------- |
| 2003 | Torrid mit 1.6-l-Ottomotor (105 PS) und 1.9 TDI (110 PS)                                   | Stella              |
| 2003 | Magma mit 1.6-l-Ottomotor (105 PS) und 1.9 TDI (110 PS)                                    | Stella              |
| 2003 | Jerez mit 1.9 TDI (130 oder 150 PS) mit anderen Rädern und weiteren Ausstattungsdetails    | TopSport            |
| 2004 | Genio mit 1.6-l-Ottomotor (105 PS) und 1.9 TDI (110 PS)                                    | Stella              |
| 2004 | Pulso mit 1.6-l-Ottomotor (105 PS) und 1.9 TDI (110 oder 130 PS)                           | Sport               |
| 2005 | Supercopa (limitiert) mit 1.9 TDI (150 PS) mit ATS-Rädern und weiteren Ausstattungsdetails | Formula Racing (FR) |
| 2005 | Torro/Last Edition mit 1.6-l-Ottomotor (105 PS) und 1.9 TDI (100 PS)                       | Stella              |

## Modellgeschichte des Leon 1M
| 11/1999 | Der Leon wird in Deutschland mit drei Ausstattungsvarianten eingeführt: Stella, Signo (anfangs Signum) und Sport |
| 02/2001 | Einführung der Ausstattungsvariante Cupra mit Allradantrieb                                                      |
| 04/2002 | Einführung der Ausstattungsvariante Cupra R                                                                      |
| 05/2002 | Wegfall der Ausstattungsvariante Cupra, abgespeckter Nachfolger wird der TopSport; kleine Modellpflege           |
| 08/2003 | Wegfall der Ausstattungsoption Allradantrieb                                                                     |
| 05/2004 | Wegfall der Ausstattungsvariante TopSport, Nachfolger wird der Formula Racing (FR)                               |
| 10/2005 | Einführung des Nachfolgers Leon II. Leon I nur noch als Torro/Last Edition erhältlich                            |
| 06/2006 | Einstellung der Produktion                                                                                       |

## Technische Daten

### Ottomotoren
|                                             | 1.4                   | 1.6                           | 1.6                   | 1.6                   | 1.8                          | 1.8 T                      | 1.8 T Cupra R              | 1.8 T Cupra R              | 2.8 V6                |
| Bauzeitraum                                 | 11.1999–10.2005       | 11.1999–08.2000               | 10.2005–06.2006       | 09.2000–06.2006       | 11.1999–10.2005              | 11.1999–10.2005            | 05.2002–05.2003            | 05.2003–10.2005            | 10.2000–04.2004       |
| Motorkenndaten                              |                       |                               |                       |                       |                              |                            |                            |                            |                       |
| Motorkennbuchstaben                         | AHW, AXP, APE, BCA    | AEH, AKL, APF                 | BFQ                   | AUS, AZD, BCB         | AGN, APG                     | AJQ, APP, ARY, AUQ         | AMK                        | BAM                        | AUE, BDE              |
| Motortyp                                    | R4-Ottomotor          | R4-Ottomotor                  | R4-Ottomotor          | R4-Ottomotor          | R4-Ottomotor                 | R4-Ottomotor               | R4-Ottomotor               | R4-Ottomotor               | VR6-Ottomotor         |
| Anzahl Ventile pro Zylinder                 | 4                     | 2                             | 2                     | 4                     | 5                            | 5                          | 5                          | 5                          | 4                     |
| Ventilsteuerung                             | DOHC, Zahnriemen      | OHC, Zahnriemen               | OHC, Zahnriemen       | DOHC, Zahnriemen      | DOHC, Zahnriemen und Kette   | DOHC, Zahnriemen und Kette | DOHC, Zahnriemen und Kette | DOHC, Zahnriemen und Kette | DOHC, Kette           |
| Gemischaufbereitung                         | Saugrohreinspritzung  | Saugrohreinspritzung          | Saugrohreinspritzung  | Saugrohreinspritzung  | Saugrohreinspritzung         | Saugrohreinspritzung       | Saugrohreinspritzung       | Saugrohreinspritzung       | Saugrohreinspritzung  |
| Motoraufladung                              | –                     | –                             | –                     | –                     | –                            | Turbolader, Ladeluftkühler | Turbolader, Ladeluftkühler | Turbolader, Ladeluftkühler | –                     |
| Kühlung                                     | Wasserkühlung         | Wasserkühlung                 | Wasserkühlung         | Wasserkühlung         | Wasserkühlung                | Wasserkühlung              | Wasserkühlung              | Wasserkühlung              | Wasserkühlung         |
| Bohrung × Hub                               | 76,5 mm × 75,6 mm     | 81,0 mm × 77,4 mm             | 81,0 mm × 77,4 mm     | 76,5 mm × 86,9 mm     | 81,0 mm × 86,4 mm            | 81,0 mm × 86,4 mm          | 81,0 mm × 86,4 mm          | 81,0 mm × 86,4 mm          | 81,0 mm × 90,3 mm     |
| Hubraum                                     | 1390 cm³              | 1595 cm³                      | 1595 cm³              | 1598 cm³              | 1781 cm³                     | 1781 cm³                   | 1781 cm³                   | 1781 cm³                   | 2792 cm³              |
| Verdichtungsverhältnis                      | 10,5:1                | 10,3:1                        | 10,3:1                | 11,5:1                | 10,3:1                       | 9,5:1                      | 9,0:1                      | 9,0:1                      | 10,5:1                |
| max. Leistung bei min−1                     | 55 kW (75 PS) 5000    | 74 kW (100 PS) 5600           | 75 kW (102 PS) 5600   | 77 kW (105 PS) 5700   | 92 kW (125 PS) 6000          | 132 kW (180 PS) 5500       | 154 kW (210 PS) 5800       | 165 kW (225 PS) 5900       | 150 kW (204 PS) 6200  |
| max. Drehmoment bei min−1                   | 126 Nm 3300           | 145 Nm 3800                   | 148 Nm 3800           | 148 Nm 4500           | 170 Nm 4200                  | 235 Nm 1950–5000           | 270 Nm 2100–5000           | 280 Nm 2200–5500           | 270 Nm 3200           |
| Kraftübertragung                            |                       |                               |                       |                       |                              |                            |                            |                            |                       |
| Antrieb, serienmäßig                        | Vorderradantrieb      | Vorderradantrieb              | Vorderradantrieb      | Vorderradantrieb      | Vorderradantrieb             | Vorderradantrieb           | Vorderradantrieb           | Vorderradantrieb           | Allradantrieb         |
| Antrieb, optional                           | –                     | –                             | –                     | –                     | –                            | Allradantrieb              | –                          | –                          | –                     |
| Getriebe, serienmäßig                       | 5-Gang-Schaltgetriebe | 5-Gang-Schaltgetriebe         | 5-Gang-Schaltgetriebe | 5-Gang-Schaltgetriebe | 5-Gang-Schaltgetriebe        | 6-Gang-Schaltgetriebe      | 6-Gang-Schaltgetriebe      | 6-Gang-Schaltgetriebe      | 6-Gang-Schaltgetriebe |
| Getriebe, optional                          | –                     | 4-Stufen- Automatik- getriebe | –                     | –                     | 4-Stufen-Automatik- getriebe | –                          | –                          | –                          | –                     |
| Messwerte 1                                 |                       |                               |                       |                       |                              |                            |                            |                            |                       |
| Höchstgeschwindigkeit                       | 170 km/h              | 188 km/h (184 km/h)           | 189 km/h              | 192 km/h              | 200 km/h (197 km/h)          | 229 km/h [224 km/h]        | 237 km/h                   | 242 km/h                   | [235 km/h]            |
| Beschleunigung, 0–100 km/h                  | 14,3 s                | 11,4 s (13,4 s)               | k. A.                 | 10,9 s                | 10,3 s (12,5 s)              | 7,7 s [7,8 s]              | 7,2 s                      | 6,9 s                      | [7,3 s]               |
| Kraftstoffverbrauch auf 100 km (kombiniert) | 6,8 l S               | 7,6 l S (8,6 l S)             | k. A. l S             | 7,0 l S               | 8,0 l S (8,9 l S)            | 8,5 l SP [9,5 l SP]        | 8,8 l SP                   | 8,9 l SP                   | [11,0 l SP]           |
| CO2-Emission (kombiniert)                   | 163 g/km              | 182 g/km (206 g/km)           | k. A. g/km            | 168 g/km              | 192 g/km (214 g/km)          | 204 g/km [228 g/km]        | 210 g/km                   | 213 g/km                   | [264 g/km]            |

- Die Verfügbarkeit der Motoren war von Modell, Ausstattung und Markt abhängig.

### Dieselmotoren
|                                             | 1.9 SDI               | 1.9 TDI                    | 1.9 TDI                    | 1.9 TDI                    | 1.9 TDI                    | 1.9 TDI                    | 1.9 TDI                    |
| Bauzeitraum                                 | 11.1999–10.2003       | 11.1999–09.2002            | 05.2000–10.2005            | 11.1999–10.2005            | 10.2005–06.2006            | 05.2003–10.2005            | 09.2000–10.2005            |
| Motorkenndaten                              |                       |                            |                            |                            |                            |                            |                            |
| Motorkennbuchstaben                         | AGP, AQM              | AGR                        | ALH                        | AHF, ASV                   | AXR                        | ASZ                        | ARL                        |
| Motortyp                                    | R4-Dieselmotor        | R4-Dieselmotor             | R4-Dieselmotor             | R4-Dieselmotor             | R4-Dieselmotor             | R4-Dieselmotor             | R4-Dieselmotor             |
| Anzahl Ventile pro Zylinder                 | 2                     | 2                          | 2                          | 2                          | 2                          | 2                          | 2                          |
| Ventilsteuerung                             | OHC, Zahnriemen       | OHC, Zahnriemen            | OHC, Zahnriemen            | OHC, Zahnriemen            | OHC, Zahnriemen            | OHC, Zahnriemen            | OHC, Zahnriemen            |
| Gemischaufbereitung                         | Direkteinspritzung    | Direkteinspritzung         | Direkteinspritzung         | Direkteinspritzung         | Pumpe-Düse-System          | Pumpe-Düse-System          | Pumpe-Düse-System          |
| Motoraufladung                              | –                     | Turbolader, Ladeluftkühler | Turbolader, Ladeluftkühler | Turbolader, Ladeluftkühler | Turbolader, Ladeluftkühler | Turbolader, Ladeluftkühler | Turbolader, Ladeluftkühler |
| Kühlung                                     | Wasserkühlung         | Wasserkühlung              | Wasserkühlung              | Wasserkühlung              | Wasserkühlung              | Wasserkühlung              | Wasserkühlung              |
| Bohrung × Hub                               | 79,5 mm × 95,5 mm     | 79,5 mm × 95,5 mm          | 79,5 mm × 95,5 mm          | 79,5 mm × 95,5 mm          | 79,5 mm × 95,5 mm          | 79,5 mm × 95,5 mm          | 79,5 mm × 95,5 mm          |
| Hubraum                                     | 1896 cm³              | 1896 cm³                   | 1896 cm³                   | 1896 cm³                   | 1896 cm³                   | 1896 cm³                   | 1896 cm³                   |
| Verdichtungsverhältnis                      | 19,5:1                | 19,5:1                     | 19,5:1                     | 19,5:1                     | 19,0:1                     | 19,0:1                     | 18,5:1                     |
| max. Leistung bei min−1                     | 50 kW (68 PS) 4200    | 66 kW (90 PS) 4000         | 66 kW (90 PS) 3750         | 81 kW (110 PS) 4150        | 74 kW (100 PS) 4000        | 96 kW (130 PS) 4000        | 110 kW (150 PS) 4000       |
| max. Drehmoment bei min−1                   | 133 Nm 2200–2600      | 210 Nm 1900                | 210 Nm 1900                | 235 Nm 1900                | 240 Nm 1800–2400           | 310 Nm 1900                | 320 Nm 1900                |
| Kraftübertragung                            |                       |                            |                            |                            |                            |                            |                            |
| Antrieb, serienmäßig                        | Vorderradantrieb      | Vorderradantrieb           | Vorderradantrieb           | Vorderradantrieb           | Vorderradantrieb           | Vorderradantrieb           | Vorderradantrieb           |
| Antrieb, optional                           | –                     | –                          | –                          | –                          | –                          | –                          | Allradantrieb              |
| Getriebe                                    | 5-Gang-Schaltgetriebe | 5-Gang-Schaltgetriebe      | 5-Gang-Schaltgetriebe      | 5-Gang-Schaltgetriebe      | 5-Gang-Schaltgetriebe      | 6-Gang-Schaltgetriebe      | 6-Gang-Schaltgetriebe      |
| Messwerte 2                                 |                       |                            |                            |                            |                            |                            |                            |
| Höchstgeschwindigkeit                       | 160 km/h              | 180 km/h                   | 180 km/h                   | 193 km/h                   | 188 km/h                   | 205 km/h                   | 215 km/h [211 km/h]        |
| Beschleunigung, 0–100 km/h                  | 17,7 s                | 13,0 s                     | 13,0 s                     | 11,2 s                     | 12,1 s                     | 9,8 s                      | 8,9 s [9,1 s]              |
| Kraftstoffverbrauch auf 100 km (kombiniert) | 5,3 l D               | 5,2 l D                    | 5,1 l D                    | 5,2 l D                    | 5,1 l D                    | 5,2 l D                    | 5,4 l D [6,3 l D]          |
| CO2-Emission (kombiniert)                   | 143 g/km              | 140 g/km                   | 140 g/km                   | 140 g/km                   | 138 g/km                   | 140 g/km                   | 146 g/km [170 g/km]        |

- Die Verfügbarkeit der Motoren war von Modell, Ausstattung und Markt abhängig.

## Produktionszahlen Leon
Zwischen 1999 und 2006 wurden ca. 544.000 Seat Leon I hergestellt.
| Jahr | 1999  | 2000   | 2001   | 2002   | 2003   | 2004   | 2005             | 2006              | Summe       |
| ---- | ----- | ------ | ------ | ------ | ------ | ------ | ---------------- | ----------------- | ----------- |
|      | 6.080 | 79.722 | 91.939 | 93.606 | 96.536 | 90.850 | 98.130 ca.70.000 | 126.511 ca.15.000 | ca. 544.000 |